# فرد نوريس
فرد نوريس (بالإنجليزية: Fred Norris)‏ هو مقدم برامج إذاعية وممثل أمريكي، ولد في 9 يوليو 1955 بويليمانتيك في الولايات المتحدة.

## وصلات خارجية
- فرد نوريس على موقع IMDb (الإنجليزية)
- فرد نوريس على موقع ميوزك برينز (الإنجليزية)
- فرد نوريس على موقع أول موفي (الإنجليزية)
- فرد نوريس على موقع قاعدة بيانات الأفلام السويدية (السويدية)
- فرد نوريس على موقع ديسكوغز (الإنجليزية)
- فرد نوريس على موقع قاعدة بيانات الفيلم (الإنجليزية)
- فرد نوريس على موقع كينوبويسك (الروسية)